# Stefan Wrocławski
Stefan Wrocławski (ur. 12 czerwca 1899 w Jabłonnie k. Warszawy, zm. 22 lipca 1972 r. w Radomiu) – polski kompozytor, organista, dyrygent i pedagog muzyczny. Był wiceprezesem Stowarzyszenia Organistów-Chórmistrzów Diecezji Sandomierskiej, członkiem Diecezjalnej Komisji Egzaminacyjnej, wykładowcą w Radomskim Oddziale Warszawskiej Wyższej Szkoły Muzycznej im. F. Chopina, a od 1948 w Instytucie Muzycznym w Radomiu. 1 marca 1943 roku został mianowany przez bp. Jana Kantego Lorka członkiem Diecezjalnej Komisji ds. Organistowskich.

## Wykształcenie i pierwsze lata pracy
Stefan Wrocławski w latach 1917/1918 ukończył kurs w klasie organowej przy Warszawskim Towarzystwie Muzycznym, a w roku 1921 uzyskał dyplom kapelmistrzowski w Warszawskim Konserwatorium Muzycznym. Rozpoczął pracę jako organista w Iwaniskach. Powołany w 1922 r. na rok do służby wojskowej odbył ją w stołecznej Garnizonowej Orkiestrze Wojskowej, grając na tubie. Po odbyciu służby wojskowej kontynuował pracę  w Iwaniskach koło Opatowa (1923-1926) i w tym czasie decyzją Diecezjalnej Komisji Egzaminacyjnej uzyskał stopień organisty diecezjalnego I klasy. W Iwaniskach zorganizował i prowadził jako kapelmistrz parafialną orkiestrę dętą straży pożarnej.

## Praca i działalność w Radomiu
W roku 1926 Stefan Wrocławski rozpoczął pracę organisty w Radomiu, przy niedawno zbudowanym, największym w mieście i w ówczesnej diecezji sandomierskiej kościele p.w. Opieki NMP, obecnie o statusie katedry. W tym miejscu pracował przez lat 46 do śmierci w roku 1972. Krótko po rozpoczęciu pracy w Radomiu zorganizował Chór Cecyliański, wysoko ceniony w Radomiu i całej diecezji sandomierskiej. Rozpoczął także bardzo aktywną działalność pedagogiczną w radomskich szkołach ogólnokształcących i zawodowych. Prowadził tam chóry, podnosząc w ten sposób kulturę wokalną młodzieży radomskiej kolejnych pokoleń. W średniej Szkole Muzycznej w Radomiu uczył teorii muzyki, blisko współpracując z wieloletnim dyrektorem Marcelim Karczemnym.

## Twórczość kompozytorska
Na twórczość kompozytorską Stefana Wrocławskiego składa się ponad sto zachowanych kompozycji i opracowań, w tym siedem mszy do tekstów łacińskich i polskich, liczne utwory organowe, takie jak zbiór preludiów na tematy polskich pieśni kościelnych, utwory wokalne na chór i solo, orkiestralne i inne instrumentalne oraz utwory niesakralne, m.in. do wykonywania przez chóry szkolne i dla odbiorcy dziecięcego.
Dorobek kompozytorski Stefana Wrocławskiego ze względu na powojenne czasy komunistyczne został opublikowany w niewielkiej części – jedna msza łacińska w r. 1948 oraz zbiór Preludia  organowe na tematy polskich pieśni kościelnych (niedatowany, za zgodą cenzury odbity na powielaczu w bardzo małym nakładzie). Obecnie w przygotowaniu jest publikacja dorobku, zachowanego w rękopisach i kserokopiach, z uwzględnieniem całej jego różnorodności.